# Gheorghe Cozorici
Gheorghe Cozorici (n. 16 iulie 1933, Arbore, Suceava – d. 18 decembrie 1993, București) a fost un popular actor român de teatru și film.

## Biografie
Debutul său în teatru (la numai 24 de ani) a fost în rolul prințului Danemarcei, lucidul Hamlet, cel pierdut printre cețurile groase și nopțile întunecate ale Nordului.
Pe la începutul anilor 1950 era muncitor la Uzinele Vulcan din București când a dat admiterea la IATC, Facultatea de Teatru, secția Actorie, la clasa profesor Beate Fredanov. În anul 1956 era deja absolvent și pleca, împreună cu promoția lui - Silvia Popovici, Sanda Toma, Eliza Plopeanu, Amza Pelea, Constantin Rauțki, Victor Rebengiuc, Radu Penciulescu - să facă „un altfel de teatru” la Craiova, sub conducerea regizorului Vlad Mugur.
Începând cu anul 1962 face mari roluri în filme (monumental în Frații Jderi și Ștefan cel Mare - Vaslui 1475 (regia Mircea Drăgan), apoi în Pădurea spînzuraților, Gioconda fără surîs, Moartea unui artist, Capcana mercenarilor, Ciuleandra etc.), roluri care îl proiectează definitiv în conștiința publicului, atât datorită vocii sale unice, cât și datorită uriașului său talent actoricesc.

## Distincții
- Ordinul „Meritul Cultural” clasa a IV-a (6 noiembrie 1967) „pentru merite deosebite în domeniul artei dramatice”[4]
- Ordinul „Meritul Cultural” clasa a II-a (20 aprilie 1971) „pentru merite deosebite în opera de construire a socialismului, cu prilejul aniversării a 50 de ani de la constituirea Partidului Comunist Român”[5]
- Ordinul „Meritul Cultural” clasa a II-a (20 august 1984) „pentru contribuția deosebită adusă la înfăptuirea politicii Partidului Comunist Român de făurire a societății socialiste multilateral dezvoltate în patria noastră, cu prilejul celei de-a 40-a aniversări a revoluției de eliberare socială și națională, antifascistă și antiimperialistă”[6]

## Filmografie
- Mîndrie (1961)
- Partea ta de vină... (1963)
- Pădurea spînzuraților (1965)
- Procesul alb (1965)
- Răscoala (1966)
- Gioconda fără surîs (1968)
- Columna (1968) - dublaj de voce
- Prea mic pentru un război atît de mare (1970)
- Mihai Viteazul (1971) - dublaj de voce
- Serata (1971) - dublaj de voce
- Ciprian Porumbescu (1973) - medic
- Trecătoarele iubiri (1974)
- Frații Jderi (1974) - Ștefan cel Mare
- Ștefan cel Mare - Vaslui 1475 (1975) - Ștefan cel Mare
- Patima (1975) - avocatul Martalogu
- Instanța amînă pronunțarea (1976)
- Ultimele zile ale verii (1976)
- Râul care urca muntele (1977)
- Războiul Independenței (Serial TV) (1977)
- Urgia (1978)
- Aurel Vlaicu (1978)
- Clipa (1979)
- Ancheta (1980)
- Vînătoarea de vulpi (1980)
- Munții în flăcări (1980) - naratorul
- Stele de iarnă (1980)
- Capcana mercenarilor (1981) - baronul von Gortz
- Detașamentul „Concordia” (1981)
- Omul și umbra (1981)
- Un echipaj pentru Singapore (1982)
- Comoara (1983)
- Dragostea și revoluția (1983)
- Un petic de cer (1984)
- Imposibila iubire (1984)
- Vreau să știu de ce am aripi (1984)
- Zbor periculos (1984)
- Ziua Z (1985)
- Din prea multă dragoste (1985)
- Ciuleandra (1985) - Policarp Faranga
- Vară sentimentală (1986) - Aurel Goldiș, secretarul organizației comunale de partid
- Trenul de aur (1986) - Armand Călinescu
- Furtună în Pacific (1986)
- Moartea unui artist (1989)